# Nossa Senhora de Guadalupe (Évora)
Nossa Senhora de Guadalupe ist eine ehemalige Gemeinde in Portugal.
Bekannt ist die Gemeinde insbesondere durch den Cromlech von Almendres.

## Geschichte
Funde belegen eine vorgeschichtliche Besiedlung, insbesondere Almendres und Portela de Mogos. Der heutige Ort entstand vermutlich sehr viel später, im Verlauf der christlichen Reconquista, wie die Reste der mittelalterlichen Burg Castelo de Geraldo zeigt. Der Bau der 1608 errichteten Gemeindekirche belegt danach eine späte Entwicklung des Ortes.
Die eigenständige Gemeinde Nossa Senhora de Guadalupe entstand am 4. Oktober 1985, durch Ausgliederung aus der Gemeinde Nossa Senhora da Graça do Divor.
Mit der Gebietsreform 2013 wurde die Gemeinde wieder aufgelöst und mit Nossa Senhora da Tourega zu einer neuen Gemeinde zusammengeschlossen.

## Verwaltung
Nossa Senhora de Guadalupe war eine Gemeinde (Freguesia) im Kreis (Concelho) von Évora, im Distrikt Évora. Die Gemeinde hatte 426 Einwohner (Stand 30. Juni 2011).
Verschiedene Orte liegen in der Gemeinde, darunter insbesondere:
- Guadalupe (Hauptort)
- Monte das Pedras
- S. Matias

Mit der administrativen Neuordnung in Portugal am 29. September 2013 wurden die Gemeinden Nossa Senhora de Guadalupe und Nossa Senhora da Tourega zur neuen Gemeinde União das Freguesias de Nossa Senhora da Tourega e Nossa Senhora de Guadalupe zusammengeschlossen. Sitz der neuen Gemeinde wurde Nossa Senhora da Tourega.